# 上柳昌彦のお早うGoodDay!
上柳昌彦のお早うGoodDay!（うえやなぎまさひこのおはようグッデイ!）は、ニッポン放送で2007年10月1日から2010年6月25日に放送されていた、平日朝の情報番組である。通称「グッデイ!」

## 番組概要
ニッポン放送は平日朝の生ワイド番組枠にて、2004年から足掛け3年に渡り、前放送番組のコメンテーターであった森永を起用した『森永卓郎の朝はモリタク!もりだくSUN』、『森永卓郎 朝はニッポン一番ノリ!』及び『森永卓郎と垣花正の朝はニッポン一番ノリ!』を放送して来たが、聴取率争いで抜本的な解決がされず、2007年秋の番組改編にて大幅に番組編成を見直し、メインパーソナリティに同社アナウンサーで一時報道記者経験のある上柳を起用し、当該番組を2007年10月1日から放送開始。この日はニッポン放送の午前中が抜本的に改編され、「ニッポン放送はじまるよ!」をキャッチフレーズに大きく変わった日でもある。
上柳にとって、平日朝の情報番組のメインレギュラー担当するのはアナウンサー生活において初であり、当該番組の開始と共に自身の名前表記を平仮名から本名の漢字表記へ戻した。但し、上柳はニッポン放送編成部からの当該番組のオファーを断ろうと考えていたが、「五十路の扉を開けた途端に運命が凄い大きな音を立てて変わっていっている感じがした」と表現している。
開始当初のキャッチコピーは「ニュースを武器にする!今日一日の作戦会議」とし、15分間の中でニュース、スポーツ、交通、気象情報が分かる構成を敷いている。また、番組Webサイトでは、ニッポン放送報道部記者が取材したレポートも記事化されて、執筆されている。この放送枠のコメンテーターとして、元総務大臣経験者である竹中と第21回参議院議員通常選挙にて落選した片山を隔週レギュラーとして起用した。
また、「舟唄を聴く会」など、上柳が過去担当していた番組で始めた年度の最後に行う継続企画もニュースを扱う番組ではあるが継続している。
2008年9月「平成20年度 日本民間放送連盟賞 東京地区審査会 ラジオ生ワイド番組部門」優秀を受賞。
2010年6月9日放送分にて、同年6月25日をもって番組終了することが発表され、翌10日に後任として6年3ヶ月振りに平日夕方の番組枠で番組を持っていた、高嶋ひでたけを再び同時間帯に復帰させ、6月28日から『高嶋ひでたけのあさラジ!』の番組開始されることが発表された。また、上柳は平日午後枠に増山と共に、担当異動となる事も併せて発表された。

## 出演者

### 放送終了時点

#### パーソナリティ
- 上柳昌彦（当時：ニッポン放送アナウンサー、現：フリーアナウンサー) - 2007年10月1日 - 2010年6月23日

#### アシスタント
夏季休暇時は、もう一方が一週通して出演する。
- 石川みゆき（フリーアナウンサー、元ニッポン放送アナウンサー)※月 - 水曜担当[5] - 2007年10月1日- 2010年6月23日
- 増山さやか（ニッポン放送アナウンサー）※木、金曜 - 2009年4月2日 - 2010年5月25日

#### リポーター
- 外川智恵（フリーアナウンサー)

#### コメンテーター
基本的に6:30 - 7:25に出演
- 月、木曜：須田慎一郎（ジャーナリスト） - 2007年10月1日- 2010年6月23日
- 火曜：宮家邦彦（キヤノングローバル戦略研究所研究主幹、元外交官）
- 水曜：藤田正美（ジャーナリスト、元ニューズウィーク日本版編集長）

#### 不定期
聴取率週間やニュース的なイベントの発生時にはレギュラーコメンテーター以外にゲストコメンテーターを迎える場合がある
- 乾正人（当時：産経新聞東京本社政治部長兼論説委員）
- 黒岩祐治（当時：フジテレビ解説委員）
- 池上彰（ジャーナリスト、元NHK社会部記者）
- 手嶋龍一（外交ジャーナリスト、元NHKワシントン支局長）
- 佐藤優（外交官、作家）
- 高瀬毅（ノンフィクション作家） - 2010年4月9日
- 岩上安身（ジャーナリスト） - 2010年4月2日
- 辺真一（コリアレポート編集長） - 2008年9月12日
- 浅川博忠（政治評論家）

##### 主なゲスト
「ザ・特集」の括りでゲストを呼ぶ
- 石破茂（衆議院議員、当時：防衛大臣） - 2007年10月1日
- 藤井裕久（民主党最高顧問） - 2007年11月1日
- 田中紀規雄（産経新聞論説委員） - 2007年11月1日
- 松原仁（衆議院議員） - 2007年11月5日※電話出演
- 渡辺周（衆議院議員） - 2007年11月6日
- 末松義規（衆議院議員） - 2007年11月7日※電話出演
- 山岡賢次（民主党国会対策委員長） - 2007年11月9日電話でゲスト出演。
- 長妻昭（民主党政調会長代理） - 2008年1月21日、3月31日
- 山田宏（当時：東京都杉並区長） - 2008年3月20日
- 猪瀬直樹（当時：東京都副知事、作家） - 2008年5月14日

- 尾木直樹（教育評論家） - 2009年1月31日
- 竹田圭吾（当時：ニューズウィーク日本版編集長）
- 新田環（両足義足のコラムニスト）

### その他の出演者
上柳休暇取得時の代理パーソナリティ
- 小倉淳（フリーアナウンサー、元日本テレビアナウンサー）- 2008年7月28日 - 8月1日、2009年3月3日 - 3月7日

### 過去

#### アシスタント
- 那須恵理子（当時：ニッポン放送アナウンサールーム長）※火、木曜 - 2007年10月2日 - 2009年3月26日

#### コメンテーター
- 火曜：竹中平蔵（経済学者、慶應義塾大学総合政策学部教授）
- 水曜：森永卓郎(経済アナリスト、獨協大学教授) - 2007年10月3日 - 11月14日、28日 - 12月26日
- 木曜：中田宏（当時：横浜市長）、片山虎之助（参議院議員、元総務大臣） - 2007年10月11日 - ※隔週、大野元裕（中東調査会上席研究員） - 2007年10月5日 - 2010年1月[6]

## 放送時間
- 平日 6:00 - 8:30

### 放送時間の変更
2007年
- 11月23日 - 28日：上柳が笑福亭鶴瓶の落語会に参加するため、大阪市北区梅田のMIXスタジオから中継出演した
- 12月25日：『第33回ラジオ・チャリティー・ミュージックソン』のため番組休止。

2008年
- 1月1日：ニッポン放送新春特番のため番組休止。2日から通常放送
- 12月25日：『第34回ラジオ・チャリティー・ミュージックソン』のため番組がお休み。

2009年
- 1月1日、2日：元日、正月特番のため番組休止。元日の11:30 - 13:00の枠で新春特番『新春特別編「80点コロッケ」もう１つのGood Story』を放送。
- 3月16日：『2009 ワールド・ベースボール・クラシック 第2ラウンド「日本×キューバ」』中継のため、番組休止。
- 12月25日：『第35回ラジオ・チャリティー・ミュージックソン』のため番組休止。

2010年
- 1月1日：『ニッポン放送新春スペシャル 飯田浩司の聴くとハッピーニューイヤー2010 〜世界の国からめでタイガー〜』（4:30 - 12:00）編成のため、番組休止。

## タイムテーブル
2010年6月27日時点
生放送につき、記載されている時間は目安。
| タイムテーブル | タイムテーブル                                                  | タイムテーブル |
| 時刻           | 内容                                                            | 備考 |
| -------------- | --------------------------------------------------------------- | --- |
| 6:00           | オープニング                                                    | 上柳、アシスタントの順に挨拶OPトーク後、メッセージの呼び込みと 紹介を行う                                                                             |
| 6:04           | 6時のニッポン放送ニュース                                       | アシスタントがニュースリーダーを務めて読み上げる |
| 6:09           | Good Day! 朝刊ピックアップ                                      | 放送日当日の朝刊記事をピックアップする 『早起き』ではソフトニュースを扱う場合が多いのに対し、 『お早う』では様々なニュースを掘り下げている            |
| 6:16           | 肌で感じる外から天気予報                                        | アシスタントがニッポン放送本社玄関下に降りて、中継形式で気象情報を伝える 当該番組終了以降、『垣花正 あなたとハッピー!』にコーナー毎移行された         |
| 6:19           | ニッポン放送交通情報（警視庁）                                  | |
| 6:21           | ニュース今日のキーワード                                        | 放送当日近々のニュースの中で、それに纏わるキーワードや人名を紹介する                                                                                  |
| 6:25           | 首都圏ローカルニュース                                          | 関東圏1都3県にて、ソフトなニュースを紹介するコーナー 主に「イベント情報」を紹介し、番組Webサイトにも掲載していた                                      |
| 6:28           | 早起きリビング・リピート                                        | 早朝ワイド番組枠のリピート枠 『早起き』の小倉淳が担当                                                                                                 |
| 6:30           | 6時30分のオープニング                                           | |
| 6:32           | 630テレホン                                                     | その時の気になる話題を放送日当日、近々の人に電話インタビュー するコーナー                                                                             |
| 6:36           | ニッポン放送ニュース                                            | アシスタントがニュースリーダーを務めて読み上げる |
| 6:40           | ニュースピックアップ                                            | この時間帯から、日替わりのコメンテーターが番組に参加して、 気になる話題を紹介する 2009年3月27日迄は6時台前半からコメンテーターが番組参加していた      |
| 6:44           | ニッポン放送天気予報                                            | 気象情報のみ読み上げ |
| 6:48           | ニッポン放送交通情報（警視庁）                                  | |
| 6:51           | 本日発売やじうま情報                                            | コーナーアシスタントが芸能ネタを紹介し、上柳がスポーツ新聞の 気になる記事を紹介する                                                                   |
| 7:00           | 7時のオープニング                                               | 時報明け、上柳のあいさつ ニュースの「今朝の注目ニュース音声」として、音声音源の中から1つを 取り上げる                                                 |
| 7:01           | 7時のニッポン放送ニュース・Good Day! スポーツニュース& 天気予報 | |
| 7:08           | ニッポン放送交通情報（警視庁）                                  | |
| 7:10           | GoodDay!ニュースネットワーク                                    | NRN系列にてネットされるストレートニュース番組 解説として報道部記者が登場する                                                                          |
| 7:25           | Sports Good Story                                               | 前番組から内包しており、1人のスポーツのヒーロー・ヒロインを取り上げ、 その人物の素顔や裏側に迫る                                                      |
| 7:30           | ニュースかき集め                                                | |
| 7:34           | ニッポン放送交通情報（警視庁）                                  | |
| 7:38           | SUZUKIハッピーモーニング 鈴木杏樹のいってらっしゃい             | NRN系列の内包番組 当該番組から杏樹の担当に交代した |
| 7:45           | NISSANビジネスサポートトピックス ザ・特集                       | 『中年探偵団』時代からの継続のNRN系列企画ネットコーナー 巷の話題にフォーカスするミニ特集コーナー 取り上げる話題の識者に対してインタビューするコーナー |
| 7:57           | ニッポン放送交通情報（警視庁）                                  | |
| 8:00           | 8時のおたより                                                   | リスナーから寄せられたメッセージを紹介 |
| 8:09           | マルシンフーズプレゼンツ 8時のGood Story                        | 様々なニュースの間に転がっている心温まる話を紹介する                                                                                                  |
| 8:14           | 情報Good Day!                                                   | ニッポン放送からの告知及びプレゼントコーナー枠 |
| 8:20           | ダイワハウス・モーニングエッセイ 川井郁子ハートストリングス     | NRN系列の内包番組 当該番組終了以降、『垣花正 あなたとハッピー!』に移行                                                                                |
| 8:27           | ニッポン放送交通情報                                            | |
| 8:29           | エンディング                                                    | プレゼントの当選者発表と積み残しのメッセージ紹介 |

### 終了コーナー
共に番組開始の2007年10月1日から2009年3月27日迄存在していたコーナー
- 大和証券 ニュースかみ砕き

6時台前半に構成されていた、ニュース解説コーナー。コメンテーターが日々のニュースについて解説する
- TOYOTA ハッピータウンサーキット

6時45分頃に構成されていたゾーンコーナー。トヨタ自動車の広告出稿引上げに伴い、終了
- ザ･チェック - 2008年10月6日 - 2009年3月27日

当該の間の金曜のみ扱っていたコーナーで、リスナーがそのトピックのチェック項目に該当しているか答え合わせをするコーナー

## Webコンテンツ
当該番組のWebサイト上で、「ニッポン放送 報道記者日記」としてNRN系列の全国枠パートに出演する、同局報道部の記者が取材した取材リポートをブログ形式で発信していた。

### ネット配信
また、Web音声配信コンテンツである、ポッドキャストのプラットフォームで有るニッポン放送 ポッドキャスティングステーションにて当該番組のコーナーである「NISSANビジネスサポートトピックス ザ・特集」と「ヤナセ Sports Good Story」のみ番組とは個別に配信していた。番組終了以後、2020年4月1日にリブランドしたニッポン放送 PODCAST STATIONのPodcast独自コンテンツとして、2021年3月4日から前述の「ニッポン放送 報道記者レポート2021」を10年振りに配信する事を決定し、毎週木曜に音源を配信する。

## 出版物
「8時のGood Story」及び『鈴木杏樹のいってらっしゃい』にて紹介したエピソードからの抜粋、再編集
- 80点コロッケ（扶桑社、2008/10/31、ISBN 978-4594058104）
- 車いすのパティシエ（扶桑社、2009/8/27、ISBN 978-4594060268）